# Gesomyrmex miegi
Gesomyrmex miegi är en myrart som beskrevs av Théobald 1937. Gesomyrmex miegi ingår i släktet Gesomyrmex och familjen myror. Inga underarter finns listade i Catalogue of Life.